# 室谷守一
室谷守一（むろたに しゅういち、1956年 - ）は日本の小説家である。2002年、エッセイ『室蘭 文学紀行』で小松文芸大賞受賞。石川県小松市出身。金沢経済大学中退。

## 作風
エッセイや仮想戦記を得意としている。また長編仮想戦記などは当時の記録を基に、細密に描いている。

## 作品

### 書籍
1. 『南京翡翠の数珠』文芸社 2003年 ISBN 978-4835558387
2. 『弁当宅配女のリベンジ』 金沢文学会 2004年 ISBN 978-4890103683
のち文芸社及び新風舎より出版　
新風舎　2007年　ISBN 978-4289501397
文芸社　2009年　ISBN 978-4286071701
3. 『ホテルカリフォルニア』 文芸社 2004年 ISBN 978-4835578200

## 参照元
1. ↑  BOOK著者紹介情報